# Euforb (metge)
Euforb (en llatí Euphorbus, en grec antic Εὔφορβος) va ser un metge grec, que cap a finals del segle i aC era el metge personal de Juba II rei de Numídia (31 aC a 25) i rei de Mauritània (25 aC a 23). Era germà d'Antoni Musa el metge personal d'August.
Segons Plini el Vell, una planta que Juba va trobar a les muntanyes de l'Atles va rebre el nom d'Euphorbia en honor d'aquest metge. Galè esmenta un breu tractat escrit per Juba sobre les virtuts d'aquesta planta. Claude Saumaise va intentar demostrar que la planta ja tenia aquest nom abans del temps de Juba i ja en parlava Meleagre, i podria ser que hi hagués una confusió entre dues plantes: εὐφόρβης i ἐκ φορβῆς.
Carl von Linné va assignar el nom del gènere de plantes Euphorbia en honor seu.